# Эндрюс, Линдон
Линдон Эндрюс (англ. Lyndon Andrews; род. 20 января 1976 года, Арима) — тринидадский футболист, полузащитник.

## Карьера

### Клубная
Начинал свои выступления в команде «Суперстар Рейнджерс». Затем Эндрюс играл в ведущих тринидадских клубах. На два сезона он покидал родную страну. В это время он пробовал закрепиться в составе шотландского Премьершипа «Хиберниан».

### В сборной
На протяжении нескольких лет Линдон Эндрюс вызывался в сборную Тринидада и Тобаго. В её составе он дважды участвовал на Золотых кубках КОНКАКАФ в 1996 и 1998 годах. Всего за национальную команду полузащитник провел 45 матчей.

## Достижения
- Победитель Карибского клубного чемпионата (2): 2000, 2006.
- Чемпион Тринидада и Тобаго (2): 2005, 2006.
- Обладатель Кубка Тринидада и Тобаго: 2007.
- Финалист Кубка Шотландии: 2001.